# کژدم دریایی بال‌دار
کژدم دریایی بال‌دار (نام علمی: Onychopterella) نام یک سرده منقرض شده از خانواده پهن‌بالان (کژدم‌های دریایی) است. کژدم دریایی بال‌دار گونه‌ای درنده بود که بین دوره‌های اردویسین و سیلورین زندگی می‌کرد. طول کژدم دریایی بال‌دار کمتر از ۲۰ سانتی‌متر و تقریباً اندازه یک وجب انسان بود.